# Guadalupe (Zacatecas)
Guadalupe (Guadalupe de Rodríguez) – miasto w środkowym Meksyku, na Wyżynie Meksykańskiej, trzecie co do wielkości w stanie Zacatecas, połączone ze stołecznym miastem Zacatecas i tworzące wraz z nim obszar metropolitalny. Liczba mieszkańców w 2010 roku wynosiła 124 623 osób.

## Gmina Guadalupe

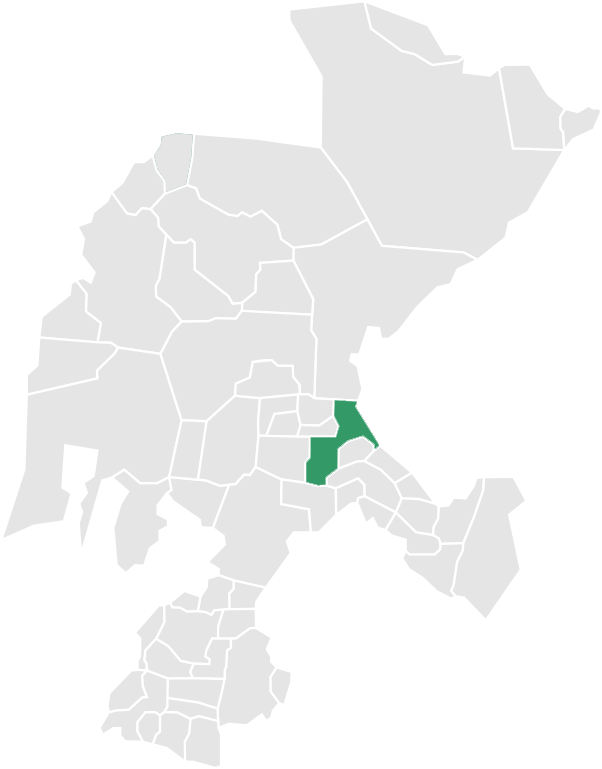
Lokalizacja gminy na mapie stanu Zacatecas

Miasto i otaczający je obszar stanowią jedną (trzecią pod względem liczebności mieszkańców) z pięćdziesięciu ośmiu gmin stanu Zacatecas. W 2010 roku liczba mieszkańców gminy wynosiła 159 991 mieszkańców.
Ludność gminy jest zatrudniona głównie w rolnictwie (w tym hodowli zwierząt) i kolejno w przemyśle, turystyce, handlu i usługach.
Uprawy prowadzone są w dwóch cyklach - wiosenno-letnim: owies, fasola, chili, kukurydza, cebula, ziemniaki, pomidory i marchew oraz w cyklu jesienno-zimowym: czosnek, brzoskwinie, jabłka, śliwki, orzechy, winorośl i rośliny pastewne. Ponadto popularna jest hodowla bydła i drobiu.

## Współpraca
- Zacatecas, Meksyk
- San Luis Potosí, Meksyk
- Coquimbo, Chile
- Antigua Guatemala, Gwatemala
- Azusa, Stany Zjednoczone
- Reno, Stany Zjednoczone
- San Cristóbal, Kuba
- La Habana Vieja, Kuba
- Woodstock, Stany Zjednoczone
- Ecatepec de Morelos, Meksyk
- Morelia, Meksyk